# Evippa onager
Evippa onager är en spindelart som beskrevs av Simon 1895. Evippa onager ingår i släktet Evippa och familjen vargspindlar. Inga underarter finns listade i Catalogue of Life.